# Otaimont
Otaimont is een gehucht in Bévercé, deelgemeente van de stad Malmedy in de Belgische provincie Luik. Het ligt op een heuvelrug, twee kilometer ten zuiden van het stadscentrum van Malmedy.
Het landelijk gehucht heeft verspreide bebouwing langs een straat. Net ten oosten ligt het gehucht Xhurdebise, waarmee het vergroeid is. Lager op de helling, ruim een halve kilometer ten noordwesten ligt het gehucht Falize, en ruim een halve kilometer ten zuidwesten het gehucht Cligneval.

## Geschiedenis
Op de Ferrariskaart uit de jaren 1770 wordt hier een gehucht Otaimont weergegeven.
Tijdens de Franse bezetting op het eind van de 18de eeuw was het gebied deel van het Franse departement Ourthe; daarna was het in de 19de eeuw onderdeel van de Pruisische Rijnprovincie. In 1887 werden verschillende landelijke dorpjes en gehuchtjes rond de stad Malmedy samengebracht in een nieuwe gemeente (Landbürgermeisterei) Bévercé. Binnen die gemeente werd Otaimont ondergebracht in de sectie (Landgemeinde) Burnenville.
Na de Eerste Wereldoorlog werd het gebied met de gemeente Bévercé als deel van de Oostkantons aangehecht bij België.
Bij de gemeentelijke herindelingen werd Bévercé in 1977, met het gehucht Otaimont, bij de gemeente Malmedy gevoegd.
Deelgemeenten: Bellevaux-Ligneuville · Bévercé · Malmedy

Overige kernen: Arimont · Baugnez · Bellevaux · Bernister · Boussire · Burnenville · Chevofosse · Chôdes · Cligneval · Difflot · Falize · Floriheid · G'doûmont · Géromont · Gohimont · Hédomont · Lamonriville · Lasnenville · Ligneuville · Longfaye · Macampagne · Mé · Meiz · Mont · Otaimont · Planche · Pont · Préaix · Reculémont · Ronxhy · Warche · Winbomont · Xhoffraix · Xhurdebise

Belgische gemeenten · arrondissement Verviers · provincie Luik · Wallonië